# نذيرا (فلم)
نذيرا  هو فيلم مغربي من إخراج كمال كمال سنة 2018، وبطولة جيهان كمال.

## القصة
تدور قصة الفيلم حول فتاة اسمها «نادرة» في عمر الثلاثين، تعمل في تركيب كاميرات بالخدمة السرية، يتم تصويرها في مواقف حميمة مع شركاء غير شرعيين لابتزازهم، ويظهر صوت فقط يتحكم فيها وكل ما تفعله، ويحدث الصدام بينهما لتدخل السجن بتهمة قتل زوجها وشريكها في العمل.

## جوائز وتشريفات
فاز الفيلم بجائزة الجمهور مناصفة مع الفيلم السوري «عزف منفرد» للمخرج عبد اللطيف عبد الحميد، وذلك ضمن فعاليات مهرجان «سينما المؤلف» بالرباط، في دورته الثالثة والعشرين. وتسلّمت الجائزة ابنة المخرج وبطلة الفيلم «جيهان كمال».

## روابط خارجية
- نذيرا  في قاعدة بيانات الأفلام على الإنترنت (بالإنجليزية)